# トニー・チメル
トニー・チメル（Tony Chimel 1961年6月11日 - ）は、WWEのリングアナウンサー。
本名:アンソニー・チメル（Anthony Ralph Chimel）、ニュージャージー州チェリーヒル出身。

## 来歴
1983年にリングアナデビュー。1999年にスマックダウンに登場。同年アナウンサーのハワード・フィンケルとタクシードマッチを行い勝利した。
2007年から2009年9月までECWをアナウンサーを務めたが、後任のローレン・メイヒューの評判が悪く1ヶ月でリリースされ、2009年11月に復帰、その後12月からサバンナがアナウンスを行った。
2010年8月からNXTのアナウンサーを務める。またジャスティン・ロバーツのRAW移籍により2009年9月よりSmackDown!のリングアナウンサーを務める。
2011年12月よりリリアン・ガルシアのSmackDown!復帰によりPPV専属リングアナとなる。